# Myśli

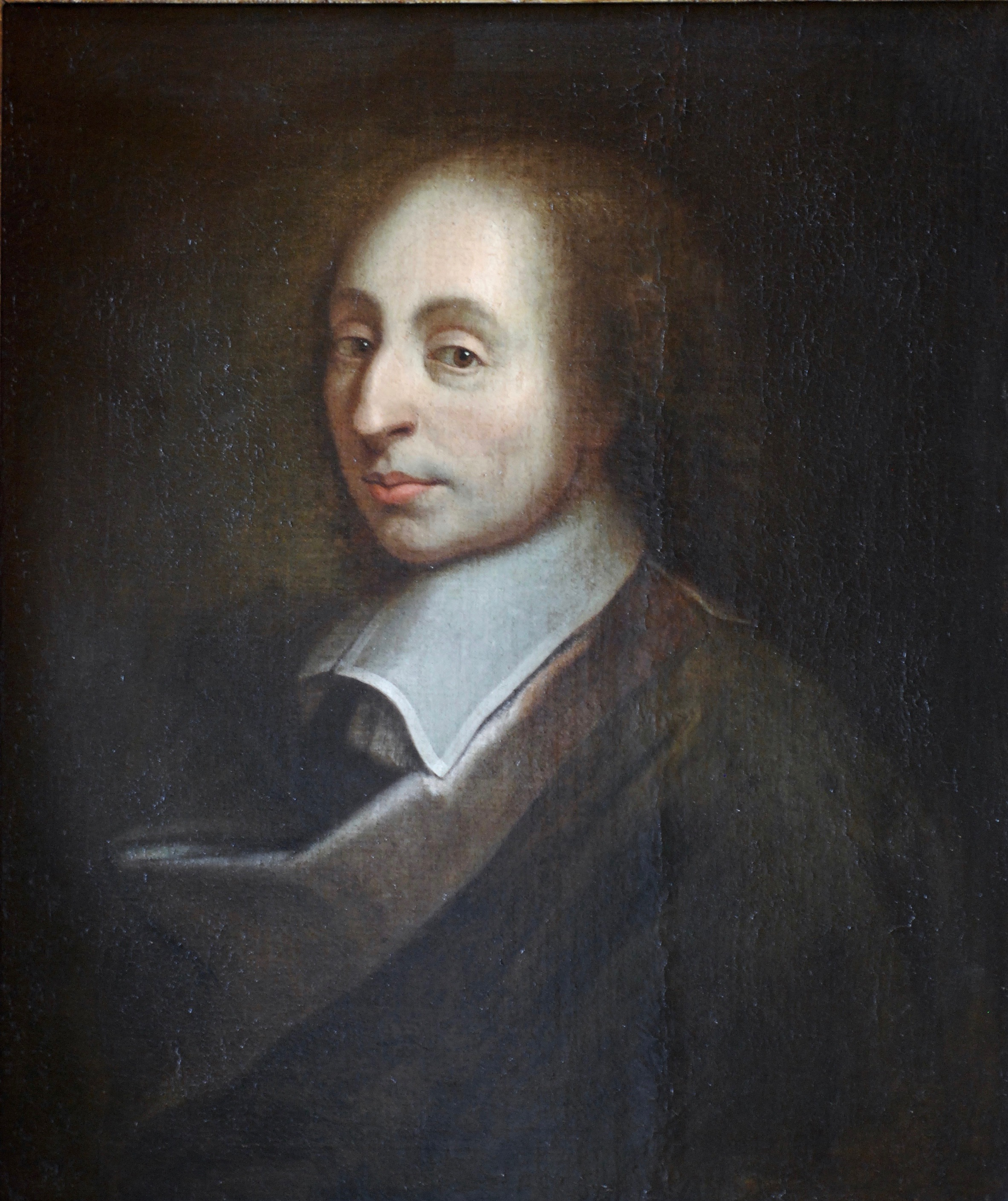
Blaise Pascal

Myśli (oryg. fr. Pensées) – niedokończone dzieło Blaise'a Pascala, które w założeniu miało być monumentalną apologią chrześcijaństwa i proponowanej przez tę religię moralności. Napisane w formie zgrupowanych tematycznie maksym i aforyzmów, zostało wydane po śmierci autora na podstawie jego zachowanych notatek. 

## Okoliczności powstania
Według Étienne'a Périera, autora pierwszego komentarza do wydania Myśli w 1670, już w 1653 Blaise Pascal postanowił porzucić studia w zakresie fizyki i matematyki, by całą swoją energię skupić na pisaniu traktatu O prawdziwości religii chrześcijańskiej. Tadeusz Boy-Żeleński uważa jednak, że pierwsze notatki dla tego tekstu powstały dopiero w 1656, zaś największe fragmenty powstały w roku następnym.
Badanie zachowanych rękopisów pozwoliło ustalić metodę pracy Pascala: zapisywał on na wielkoformatowych arkuszach luźne notatki, zaznaczając ich temat i oddzielając uwagi poświęcone różnym zagadnieniom kreskami. W 1658 przystąpił do porządkowania powstałego materiału, tnąc według kresek spisane uwagi. Łącznie zebrał 972 fragmenty, jednak tylko 382 zdołał posortować według założonych planów, dzieląc je na 27 grup. W roku następnym autor zapadł na zdrowiu i jeszcze tylko w 1660 zdołał na krótko wrócić do pracy.
Po śmierci Pascala nieuporządkowane notatki przejęła najpierw Gilberte Périer, a następnie jej syn Louis. Ten na przełomie lat 1710/1711 postanowił je tymczasowo uporządkować i wkleić do albumu. W czasie prac introligatorskich doszło do kolejnych błędów w sortowaniu. Mimo tego w 1668 przyjaciele zmarłego filozofa postanowili wydać jego notatki w takim stanie, w jakim pozostały po jego śmierci. Wydanie, powstałe dwa lata później, G. Lanson i P. Tuffrau uważają jednak za poważnie zmienione, zaś za pierwszą oddającą prawdziwe intencje autora edycję Myśli uznają wydanie z 1841. 

## Treść
Pascal założył, że jego tekst będzie dzielił się na pięć części:
Pierwsza z nich miała dowodzić, że religia nie jest sprzeczna z rozumowym pojmowaniem świata. Twierdził, że logika może wykazać istnienie Boga, a wiara nie jest sprzeczna z poszukiwaniem szczęścia. Określał wiarę jako środek poznania. Wreszcie zakładał, że religia nie jest absurdem ani ograniczeniem wolności. Argumentował, że w razie założenia, że Bóg istnieje, człowiek może stracić jedynie nic nie warte życie ziemskie, zaś zyskać szczęście wieczne.
W części drugiej Pascal twierdził, że jedynie chrześcijaństwo przedstawia kompletną analizę natury ludzkiej. W dłuższej refleksji ukazywał człowieka jako rozdartego między sprzecznościami: z jednej strony władcę i sędziego świata, z drugiej strony istotę nędzną i skłonną do zła. Filozof uważał, że sprzeczność tę ujęła trafnie jedynie religia chrześcijańska, co powinno skłaniać wszystkich jeśli nie do przyjęcia jej, to przynajmniej do okazywania jej szacunku.  
Część trzecia, wynikająca z drugiej, twierdziła, że chrześcijaństwo oferuje człowiekowi czyste dobro, powszechną miłość, a zatem to, do czego każdy człowiek instynktownie dąży.  
Rozdział czwarty miał udowadniać prawdziwość istnienia Boga za pomocą środków wyłącznie rozumowych. Ze względu jednak na ograniczone możliwości badania metafizyki jedynie logicznie, filozof postanowił poszukiwać śladów Boga w historii oraz środkami filologicznymi wykazać prawdziwość całej treści Pisma Świętego. Z powodu braku wykształcenia Pascala w tym zakresie ustęp ten okazał się najsłabszy pod względem metodologicznym.  
Wreszcie w rozdziale piątym, zgodnie z koncepcją jansenistyczną, filozof postulował, by nawet w przypadku niewiary żyć jak chrześcijanin, w oczekiwaniu na oświecającą łaskę, od której uzależnione jest zbawienie. Porównując ciało do maszyny, którą należy przyzwyczaić do określonych zachowań, a zatem "nauczyć" religijności, podkreślał jednak, że ostateczne przyjęcie chrześcijaństwa zależne jest od uzyskania boskiej pomocy. 